# Kalle Sandhammar
Kalle Sandhammar, född Karl Fredrik Sandhammar 4 maj 1975 i Kalmar, uppväxt i Härnösand, är en svensk journalist och verkställande direktör.
Sandhammar arbetade i tolv år på Dagens Nyheter, främst med tidningens digitala kanaler. Från år 2011 var han redaktionschef på Norrbottens-Kuriren. År 2012 utsågs han till chefredaktör för Norrländska Socialdemokraten och 2016 till VD och chefredaktör för Upsala Nya Tidning.
År 2023 utsågs han till VD för Sveriges Utbildningsradio.